# Gare de L’Arbresle
Gare de L’Arbresle – stacja kolejowa w L’Arbresle, w departamencie Rodan, w regionie Owernia-Rodan-Alpy, we Francji.
Jest stacją Société nationale des chemins de fer français (SNCF), obsługiwaną przez pociągi TER Rhône-Alpes.

## Położenie
Znajduje się na km 479,129 linii Le Coteau – Saint-Germain-au-Mont-d'Or, na wysokości 230 m n.p.m., pomiędzy stacjami Saint-Romain-de-Popey i Lozanne.

## Linie kolejowe
- Le Coteau – Saint-Germain-au-Mont-d'Or
- Lyon – Montbrison